# Jamie Moses

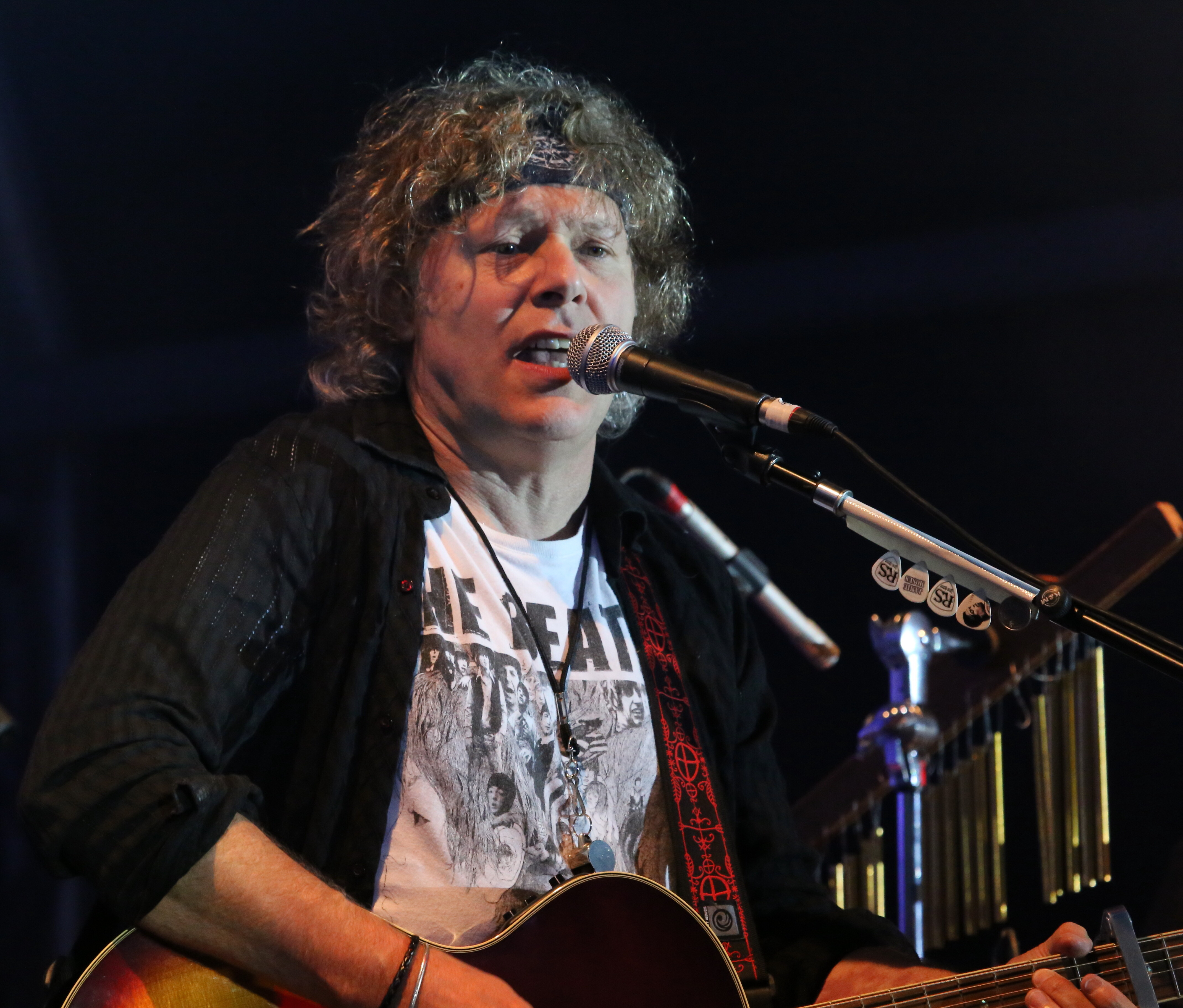

Jamie Moses (ur. 30 sierpnia 1955) – anglo-amerykański basista. Współpracował m.in. z Paulem Youngiem, Brianem Mayem oraz z zespołem Queen + Paul Rodgers.

## Wybrana dyskografia
- Merlin: Merlin (1974)
- Eric Burdon: I Used to Be an Animal (1988)
- Judy Cheeks: No Outsiders (1988)
- Bob Geldof: The Happy Club (1993)
- SAS Band:  SAS Band (1994)
- Paul Young: Acoustic Paul Young (EP CD 1994)
- The Brian May Band: Live at the Brixton Academy (album/wideo 1994)
- Paul Young: Paul Young (1997)
- Tony Hadley: Tony Hadley (1997)
- Roger Chapman: A Turn Ustoned (album) (1998)
- Brian May: Another World (1998)
- Mike & The Mechanics: Mike & The Mechanics Live (album 1999)
- SAS Band: The Show (album 2000)
- Robie McIntosh: Wide Screen (album 2001)
- Los Pacaminos: Los Pacaminos (album 2002)
- Various Arist: Nelson Mandela 44644 Concert, Amandla (album 2002)
- Rock Kids: Kids Will Rock You (album 2003)
- Drew Barfield: Deep Water Terminal (album 2004)
- Hiding in Public: Silent Exchange (2005)
- Queen + Paul Rodgers: Return of the Champions (CD/DVD 2005)
- Queen + Paul Rodgers: Super Live in Japan: (DVD 2006 (wydane tylko w Japonii))
- Hiding in Public: What Lives Ahead (album 2007)
- Broken English: The Rough with the Smooth (album 2007)
- Samantha Hortwill: Figure of 3 (album 2007)
- Queen + Paul Rodgers: Live in Ukraine (DVD 2009)
- Hiding in Public: Worlds Away, Yats Apart (album 2009)
- Melissa Israel: Ghost of a Girl (album 2009)